# イ・ジンジュ (漫画家)
イ・ジンジュ（이진주、本名：イ・セグォン、이세권、1952年4月2日 - ）は、大韓民国の漫画家。娘の名前である「ジンジュ」をペンネームとして使っている。1988年に、ソウルYMCA子ども漫画モニター会で、第1回子ども漫画優秀作家に選ばれた。本貫は河浜である。

## 代表作
- 走れハニー（走れハニ）（달려라 하니） - 母親を亡くした少女ハニ（하니）の陸上競技での活躍を描くスポーツ漫画。1985年から1987年にかけて漫画雑誌『宝島（ボムルソン、보물섬）』に連載。1988年にKBSでテレビアニメ化され、主題歌はイ・ソニが歌った。
- 슈퍼마켓 맹순이
- 8동 808호 맹순이

## 受賞
- 1994年、第4回韓国漫画文化賞著作賞受賞 - 《하니야 하늘땅 별땅》[2]。

## その他
代表作『走れハニー』の主人公・ハニは、2008年6月17日に作品の舞台となったソウル特別市江東区から住民登録証を発行された。住民登録番号は「850101-2079518」で、原作が雑誌『宝島』に連載開始した1985年1月1日が生年月日とされている。また住所は原作者イ・ジンジュの自宅とされている。